# Баш-Киргиз (річка)
Баш-Киргиз (крим. Baş Qırğız) — маловодна балка (річка) в Україні у Керченському районі Автономної Республіки Крим, на Керченському півострові. Права притока річки Джапар-Берди (басейн Качика).

## Опис
Довжина річки 8,6 км, площа басейну водозбору 56,8 км², найкоротша відстань між витоком і гирлом — 5,14 км, коефіцієнт звивистості річки — 1,67. Формується багатьмама безіменними струмками та загатами.

## Розташування
Бере початок на північно-західній стороні від села Ярке (до 1948 — Баш-Киргиз, крим. Baş Qırğız) . Тече переважно на південний схід і на висоті 23,2 м над рівнем моря зливається з балкою (річкою) Джав-Тобе, утворюючи річку Джапар-Берди.

## Цікаві факти
- На лівому березі річки на східній стороні на відстані приблизно 5 км біля села Вулканівка (до 1948 — Джав-Тьобе, крим. Cav Töbe)  розташований грязьовий вулкан Джау-Тепе (120 м)[4].